# Атака (манёвр)

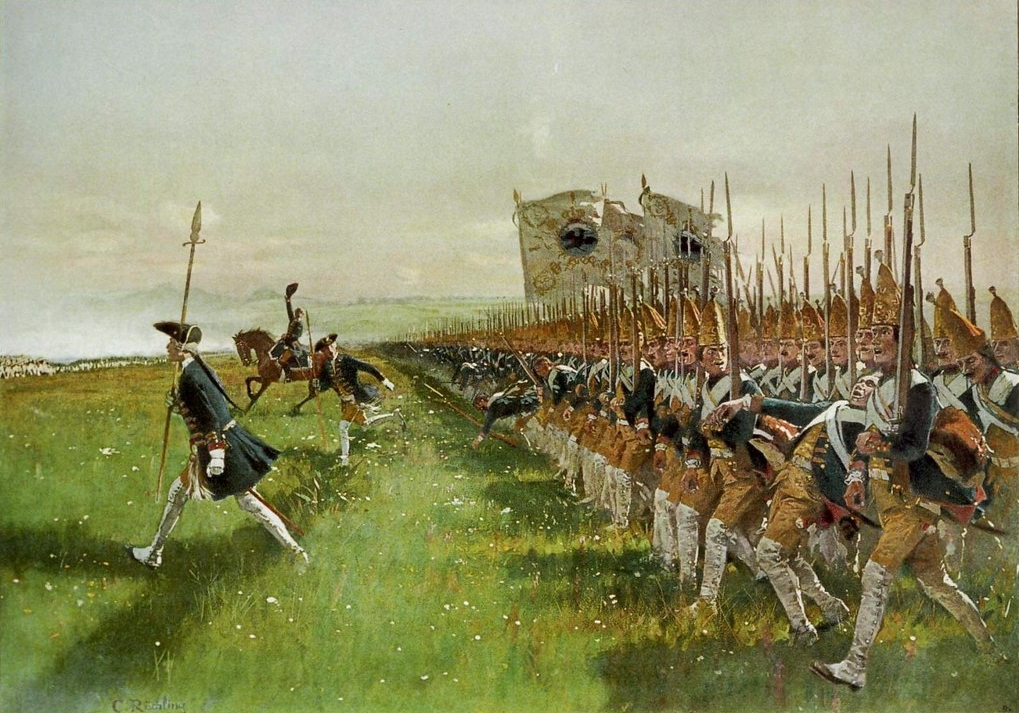
Атака прусских гренадер в битве при Гогенфридберге 4 июня 1745 года.

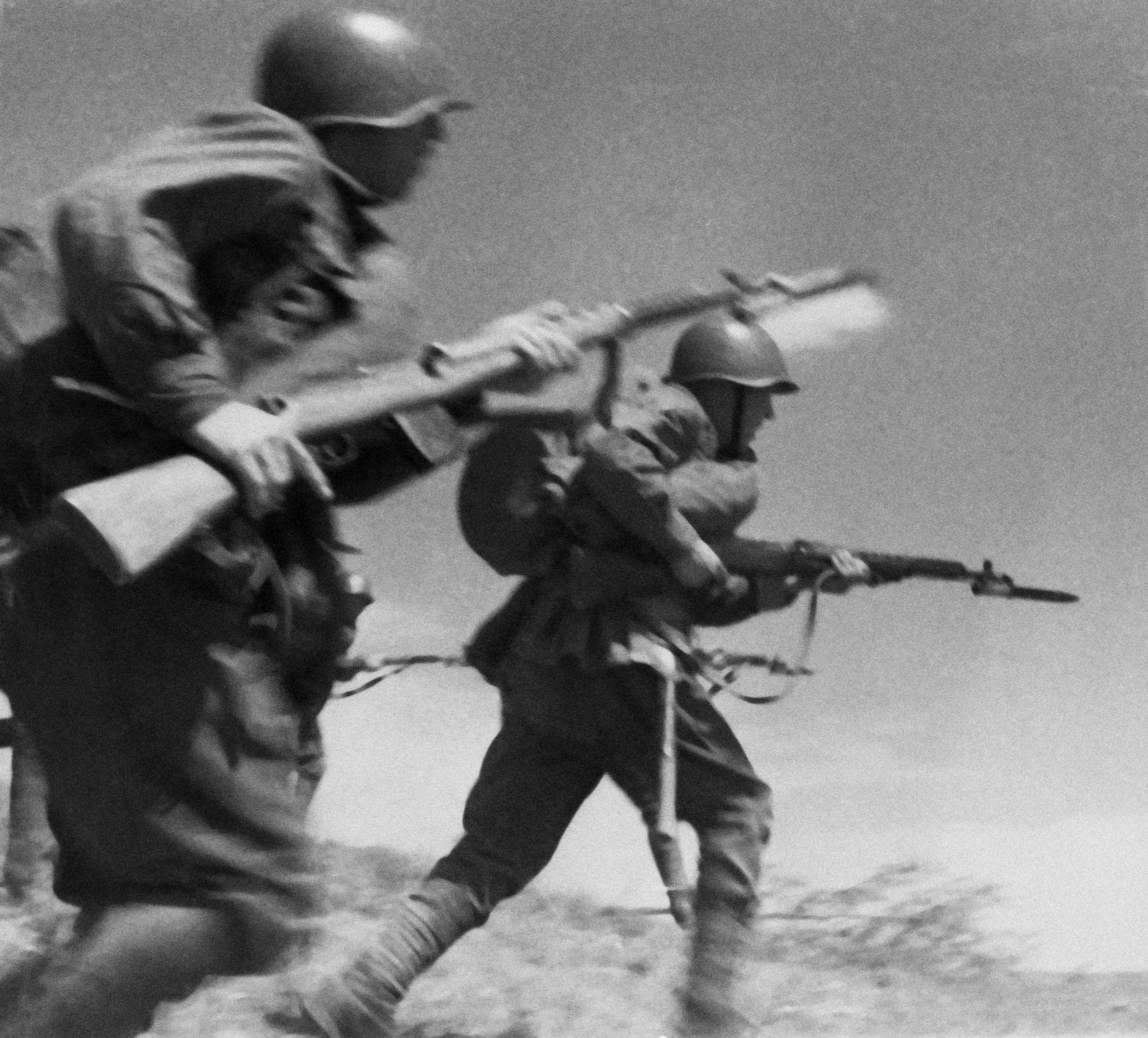
Бойцы Красной Армии идут в атаку, Великая Отечественная война, 1941 год.

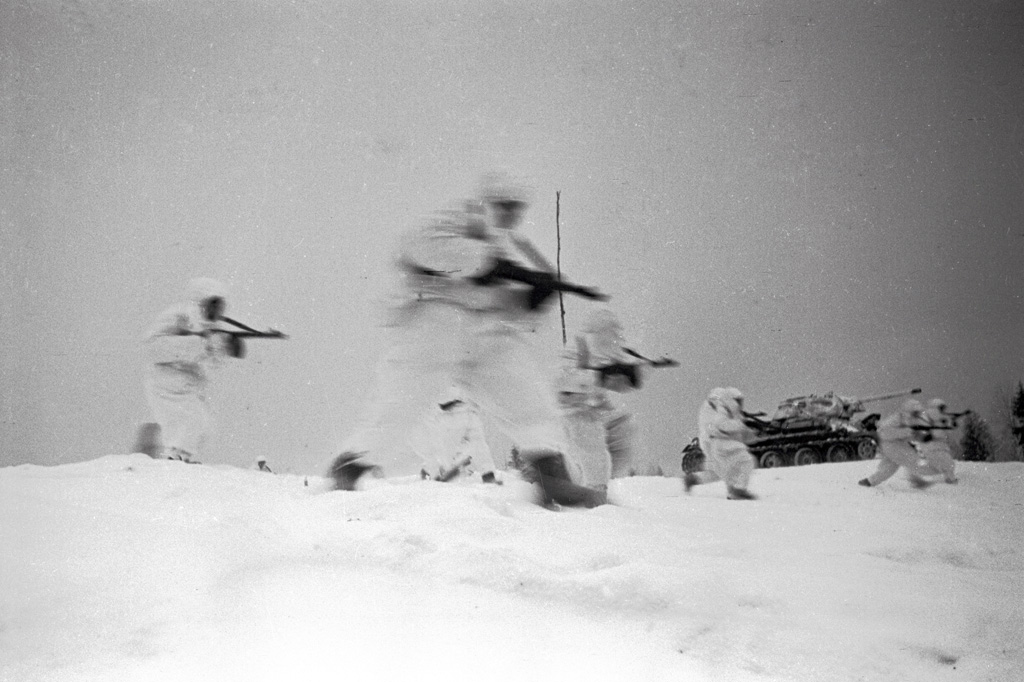
«В атаку». Автоматчики в маскхалатах бегут в атаку при поддержке танков Т-34. Бой за город Старицу. Калининский фронт, Калининская область, РСФСР, 1 февраля 1942 года, фото Максимова.

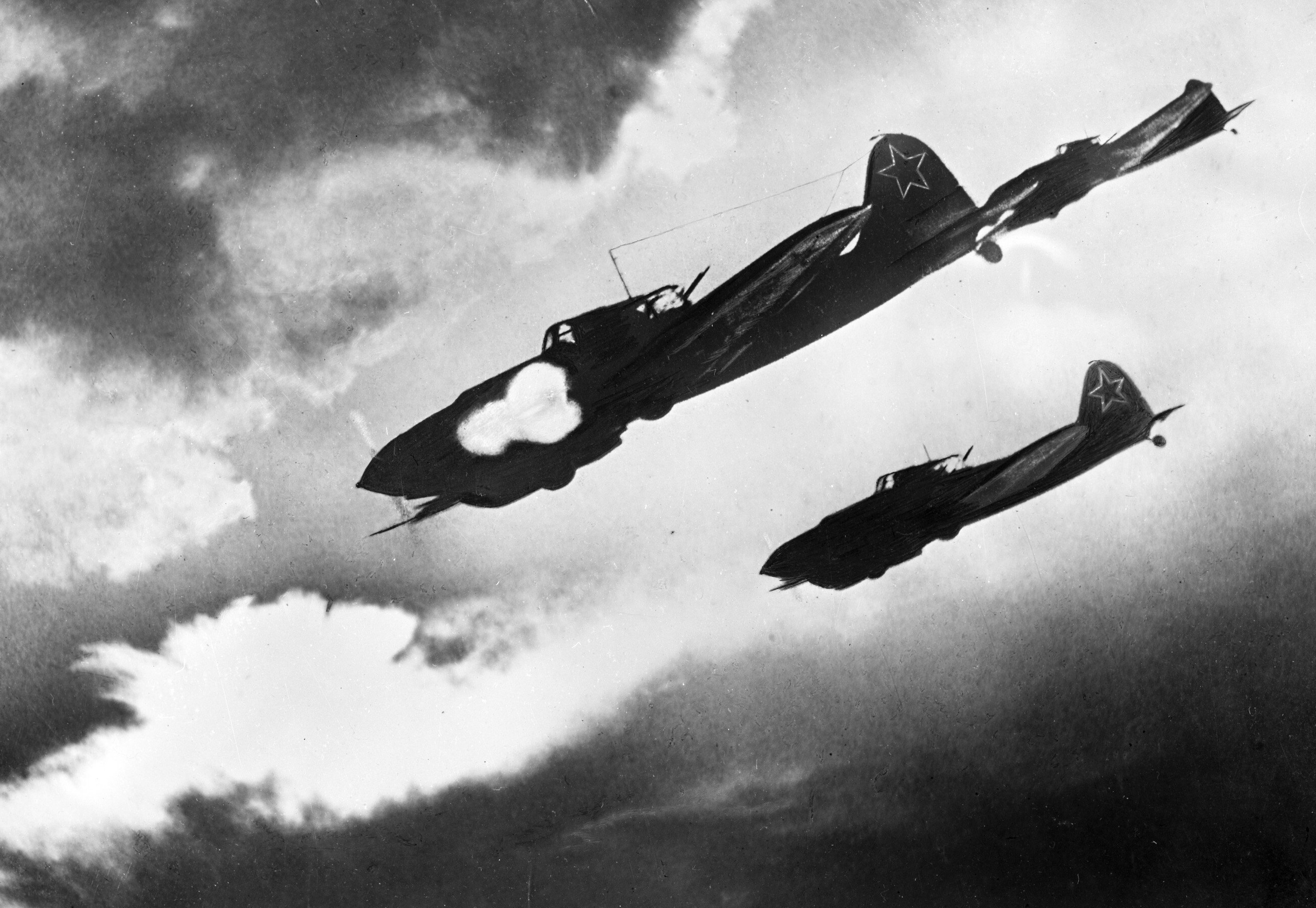
«Ил-2 атакует», советские лётчики на самолётах Ил-2 атакуют колонну противника, Курская дуга, Воронежский фронт, 1 июля 1943 года.

Ата́ка (от аttaque с фр. — «нападение») — совокупность действий решительного характера по отношению к противнику, имея целью либо его уничтожение, либо нанесение ему ущерба.
В этом случае нападающий будет называться атакующим, а подвергнувшийся атаке — атакуемым. В ряде случаев атака является лишь демонстрацией сил и намерений и имеет целью избежать прямого столкновения, но явно показать решимость вступить в схватку. Такое действие будет называться ложной атакой, которая иногда называется демонстрацией. С целью введения противника в заблуждение относительно собственных замыслов при необходимости осуществляют ложную атаку, маскирующую истинные намерения атакующего. В военном деле ложную атаку с вступлением в бой иногда производят малой частью наличных сил с целью разведывания потенциала противника и, одновременно, — скрывая от него время, место и силы главного наступления.
В тактике и стратегии военных действий — это стремительное и организованное движение войск (сил) против неприятеля (противника) с целью сближения на дистанцию, позволяющую вступить в сражение.
Атака является наиболее решительным моментом наступления на противника. Ранее атака завершалась ударом холодного оружия — так называемая штыковая атака.
Штурм, то есть атака как совокупность действий войсковых формирований с целью овладения, неприятельского укрепления, города, крепости, здания или иных, занимаемых противником оборонительны позиций, практически всегда производится путём атаки.
Атака может производиться подвижными войсками — например, стрелковыми войсками (пехотой), конницей, танками.
В военном деле существует много терминов, определяющих тот или иной вид атаки с многообразием применяемых сил, средств и способов: атака пехоты, танковая атака, химическая атака и так далее. Например, для уменьшения потерь личного состава наступающих войск применялась инженерная атака.
Артиллерия же сама по себе не может производить атаку, подобную действиям пехоты или танков, хотя в практике военных действий XIX века бывали одиночные случаи удачных налётов конно-артиллерийской прислуги на опрокинутого и бегущего противника. Но, главным образом, со времени наполеоновских войн артиллерия является могущественным средством для подготовки успеха атаки полевых войск, так как стойкость противника значительно ослабевает под направленным на него усиленным артиллерийским огнём.

## Виды и типы
Существуют различные виды и типы атак:
- Атака пехоты[4];
- Атака конницы[5];
- Инженерная атака[6];
- Дневная атака;
- Ночная атака;
- Фронтальная атака;
- Фланговая атака (Атака во фланг);
- Атака с тыла;
- Атака с ходу;
- Атака переднего края;
- и так далее.

## Инженерная атака
Ранее в военном деле России, в осадной войне, Инженерная атака или Постепенная атака или Правильная атака или Школьная атака — отличалась методичностью приёмов, длительностью и применением различных технических средств, имеющих целью овладеть вражеской крепостью с наименьшей потерей в личном составе. Для овладения крепостью могла потребовать больших и долгих усилий, постепенного приближения к крепостным веркам, с применением разного рода инженерных работ, технических средств и осадной артиллерии.

## Пехотная атака

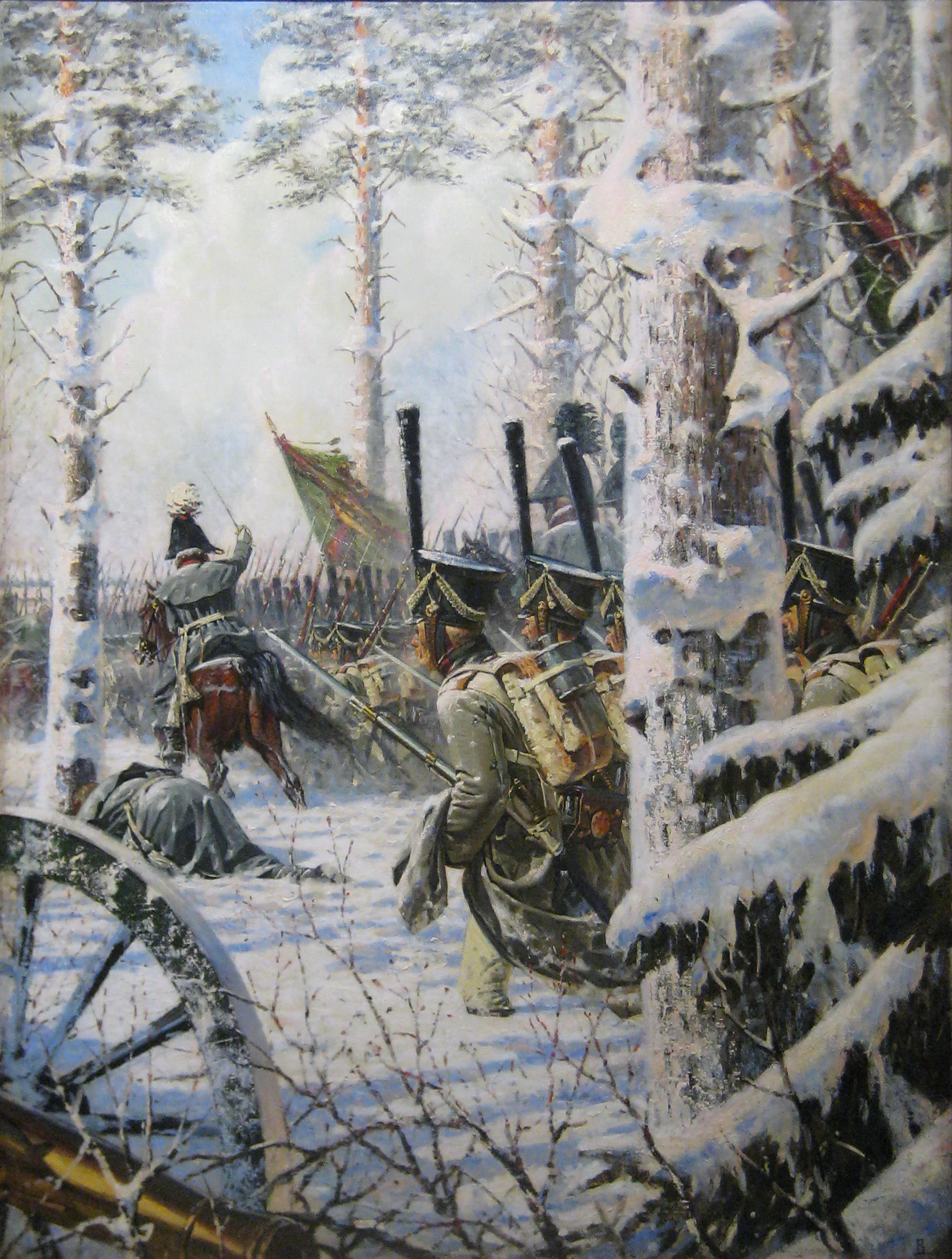
«В штыки! Ура! Ура!» («Атака»).
Картина В. В. Верещагина

В прошлом основным и наиболее эффективным оружием пехоты было холодное оружие. Целью атаки было сближение на расстояние рукопашного боя. Во время сближения пехота могла подвергаться обстрелу из луков (позже — из огнестрельного оружия), причём обороняющиеся имели возможность прицеливаться намного точнее, чем атакующие. Поэтому быстрота, стремительность атаки имели большое значение.
Развитие огнестрельного оружия уже в XVIII веке привело к возможности уничтожения противника в поле на расстоянии, не прибегая к атаке. Распространилась линейная тактика, при которой противники обычно строились в длинные тонкие линии напротив друг друга и обменивались залпами. Но практика показала другую ценность атаки: войска того времени, состоявшие из наёмников либо принудительно рекрутированных крестьян, часто обращались в бегство, когда к ним приближались атакующие. Бегущих солдат можно было уничтожать или брать в плен с минимальными потерями, к тому же часть из них дезертировала. Поэтому успешная атака полностью окупалась; штыковые атаки колоннами широко использовали такие военачальники, как Суворов и Наполеон.
Во время Японской войны в Русской армии был разработан план атаки, основанный на «работе звеньев», с отказом от массированных построений.
Особенно возросла роль пехотной атаки в период окопной тактики (Первая и Вторая мировая войны), так как солдаты, находившиеся в окопах, были практически неуязвимы для стрелкового оружия с больших дистанций.
С распространением тяжёлого и скорострельного вооружения (орудий, пулемётов) значительно возросла необходимость предварения атак артподготовками и авианалётами для подавления огневых точек противника с целью снизить потери среди атакующих. Пушечные и пулемётные дзоты и доты представляли собой настолько серьёзную угрозу для атакующей пехоты, что ради их подавления пехотинцы были готовы жертвовать жизнью.

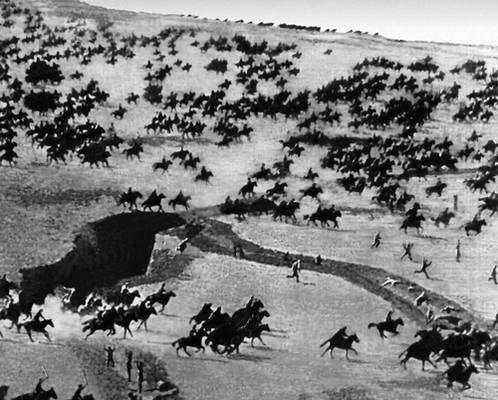
Красная конница в атаке в рассыпном строю (лавой), 1919 год

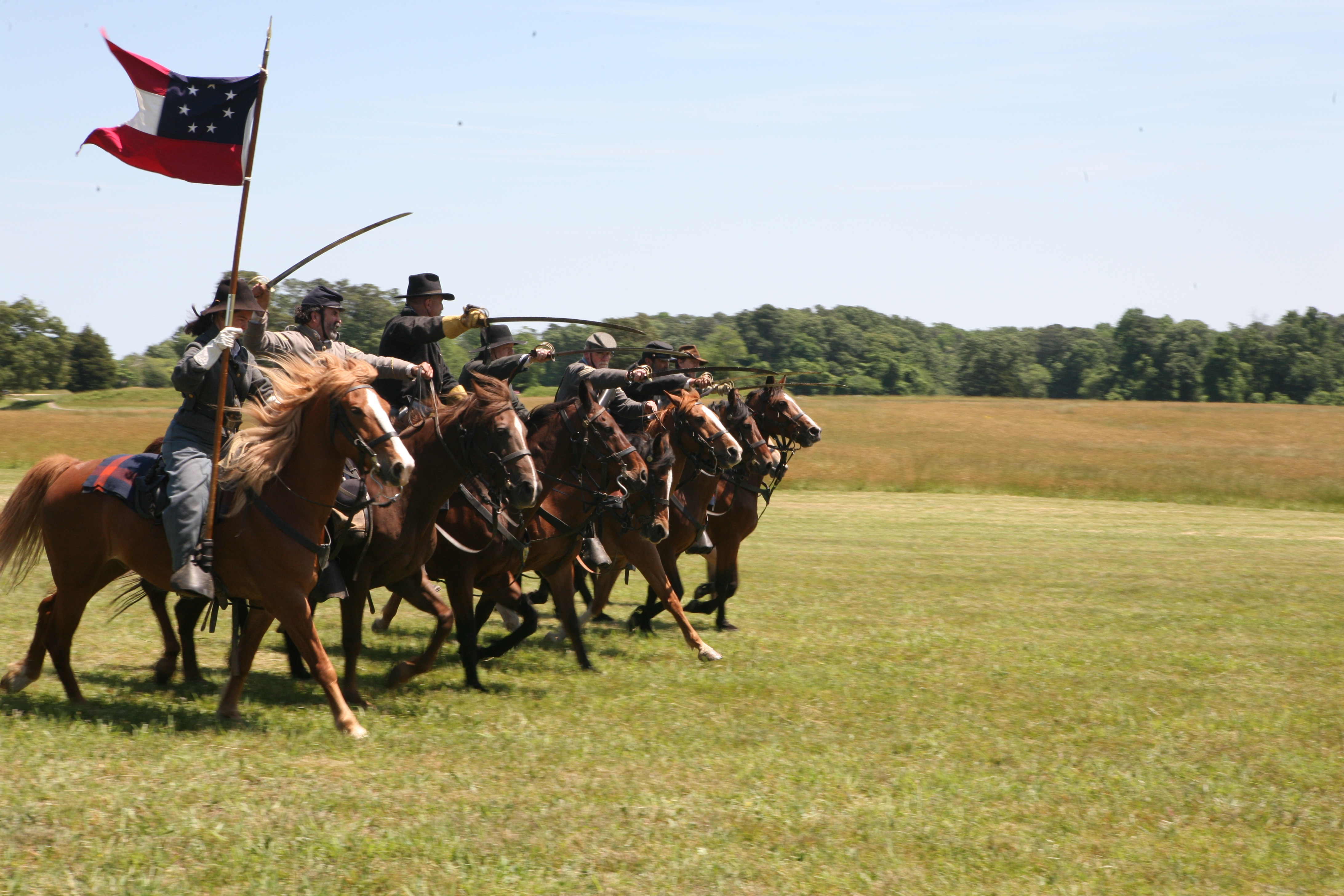
Кавалерийская атака в линейном строю (современная реконструкция)

Не последний человек у нас товарищ командир — первый; если хотите, по части гражданской войны опыт у него большой, он уважаемый, честный человек, а вот до сих пор не может перестроиться на новый современный лад. Он не понимает, что нельзя сразу вести атаку, без артиллерийской обработки. Он иногда ведёт полки на «ура». Если так вести войну, значит, загубить дело, всё равно, будут ли это кадры, или нет, первый класс, всё равно загубить.— Выступление И. В. Сталина на совещании начальствующего состава по обобщению опыта боевых действий против Финляндии, 17 апреля 1940 года

## Конная атака
Атака конницы или Кавалерийская атака — тактический термин, который предполагает решительное, безостановочное движение вперёд к противнику, с целью нанести ему удар напором коней и холодным оружием, а также нравственно потрясти его. Составная часть кавалерийского или общевойскового боя.
Атака конницы обладала дополнительным преимуществом: разогнавшиеся до больших скоростей кони могли своей массой просто смять строй противника. Поэтому в Средние века именно конница (кавалерия) была основным атакующим родом оружия. Так рейтары применяли в бою основной способ — атака колонной или в развёрнутом строю из нескольких шеренг. Их глубина боевого построения обеспечивала им значительную ударную силу. 
Последними массовыми классическими атаками в конном строю в мировой истории были:
- 16 января 1942 года — атака 26-го кавалерийского полка[англ.] филиппинских скаутов[англ.] под Моронгом в ходе Батаанской битвы[10].
- 2 августа 1942 года — кавалерийская атака советских войск под Кущёвской.
- 31 января 1944 года — атака 4-го казачьего кавалерийского корпуса в ходе Корсунь-Шевченковской операции[11].

## Танковая атака

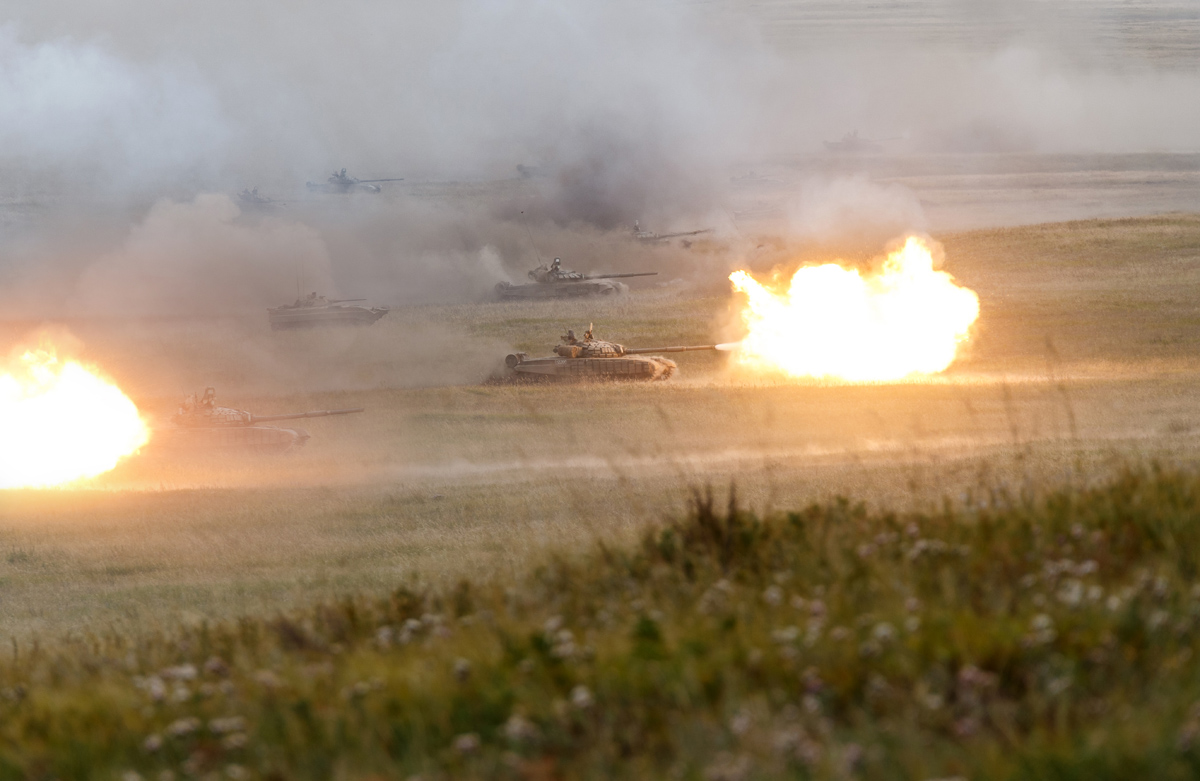
Т-72 в атаке во время учений Восток-2018

Танк изначально создавался для атаки. Однако первые танки могли лишь поддерживать атаку пехоты. Начиная с 1930-х годов танки сочетают в себе высокую подвижность, защищённость и огневую мощь и становятся самостоятельной атакующей силой. Танки способны атаковать практически любые сухопутные силы. В атаке танки воздействуют на противника не только огнем орудий и пулемётов, но также за счёт прочности и большой массы могут совершать тараны, давить гусеницами живую силу, орудия или лёгкую технику, разрушать строения и коммуникации. В первой половине XX века танки часто оснащались огнемётами, весьма эффективными при атаке на незащищённую пехоту и артиллерию.

Бывший член военного совета 3-й гвардейской танковой армии С. И. Мельников:

Успех танковой атаки во многом зависит от мастерства механиков-водителей. Регулируя скорость, меняя направление движения, мгновенно останавливая машину или рванув её с места вперёд, они помогают командиру танка навести орудие точно на цель или уводят танк из-под огня противника.

## Авиационная атака

### Атака воздушной цели

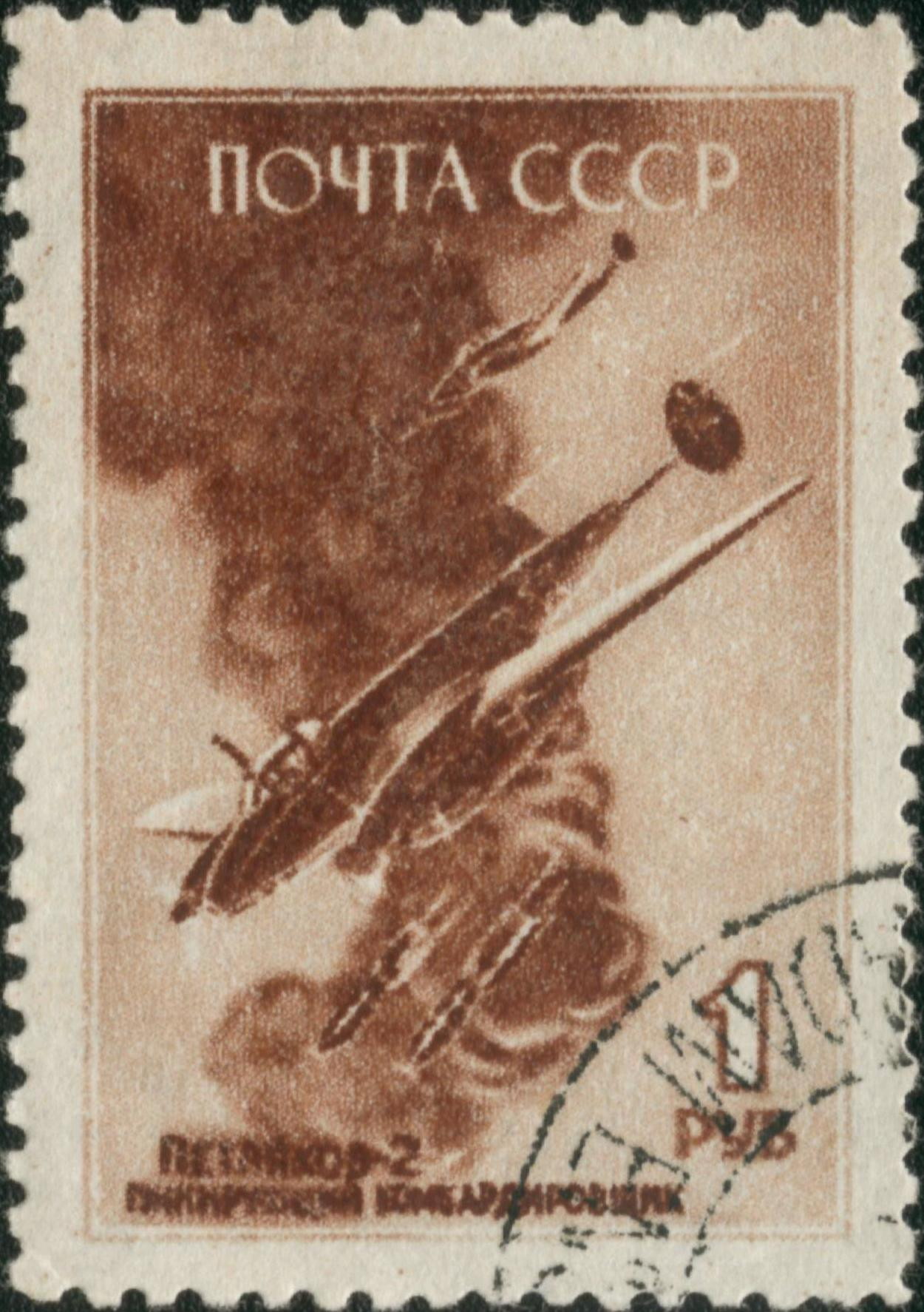
Пикирующий бомбардировщик Пе-2 на почтовой марке СССР. На изображении — момент атаки наземной цели

Атака воздушной цели производится истребителями. В ходе развития авиации тактика воздушной атаки многократно менялась. В ходе Первой мировой войны, когда самолёты были сравнительно тихоходными и маломанёвренными, широко практиковалась лобовая атака. С ростом скоростей и манёвренности занять выгодную позицию при лобовой атаке стало сложно, и в тактике воздушной атаки стали преобладать манёвры, обеспечивающие быстрый заход атакующего самолёта в заднюю полусферу. Встречаются и другие способы атаки, например неправильная музыка, применявшаяся Люфтваффе против бомбардировочной авиации или пикирование сверху от Солнца, применявшаяся советскими и китайскими пилотами МиГ-15 против «Летающих крепостей» в Корейской войне.

### Атака наземной (надводной) цели
Атака наземной (надводной) цели выполняется самолётами-штурмовиками или вертолётами. В прошлом использовались также пикирующие бомбардировщики, а с 1970-х годов применяются истребители-бомбардировщики. Штурмовик сближается с целью на предельно малой высоте и наносит удары по ней бомбами или ракетами (чаще всего неуправляемыми), после чего резко взмывает вверх, чтобы самому не попасть под поражающее действие своего же оружия. Пикирующий бомбардировщик выходит на цель на сравнительно большой высоте и, резко пикируя, сбрасывает бомбы, после чего незамедлительно переводит рули на кабрирование и с большой перегрузкой переходит в набор высоты.

## Галерея

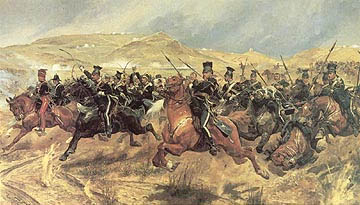
«Атака лёгкой бригады». Картина Р. К. Вудвила
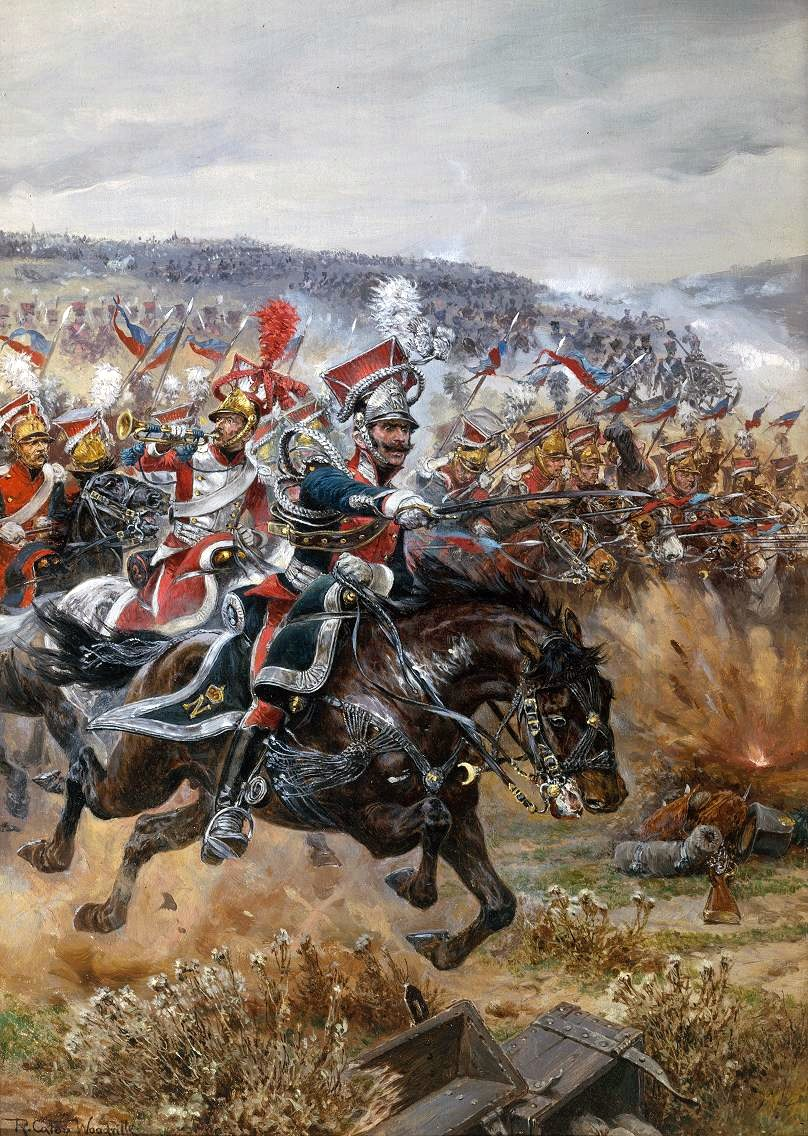
«Последняя атака Понятовского под Лейпцигом». Картина Р. К. Вудвиля